# Pörgölényi összecsapás

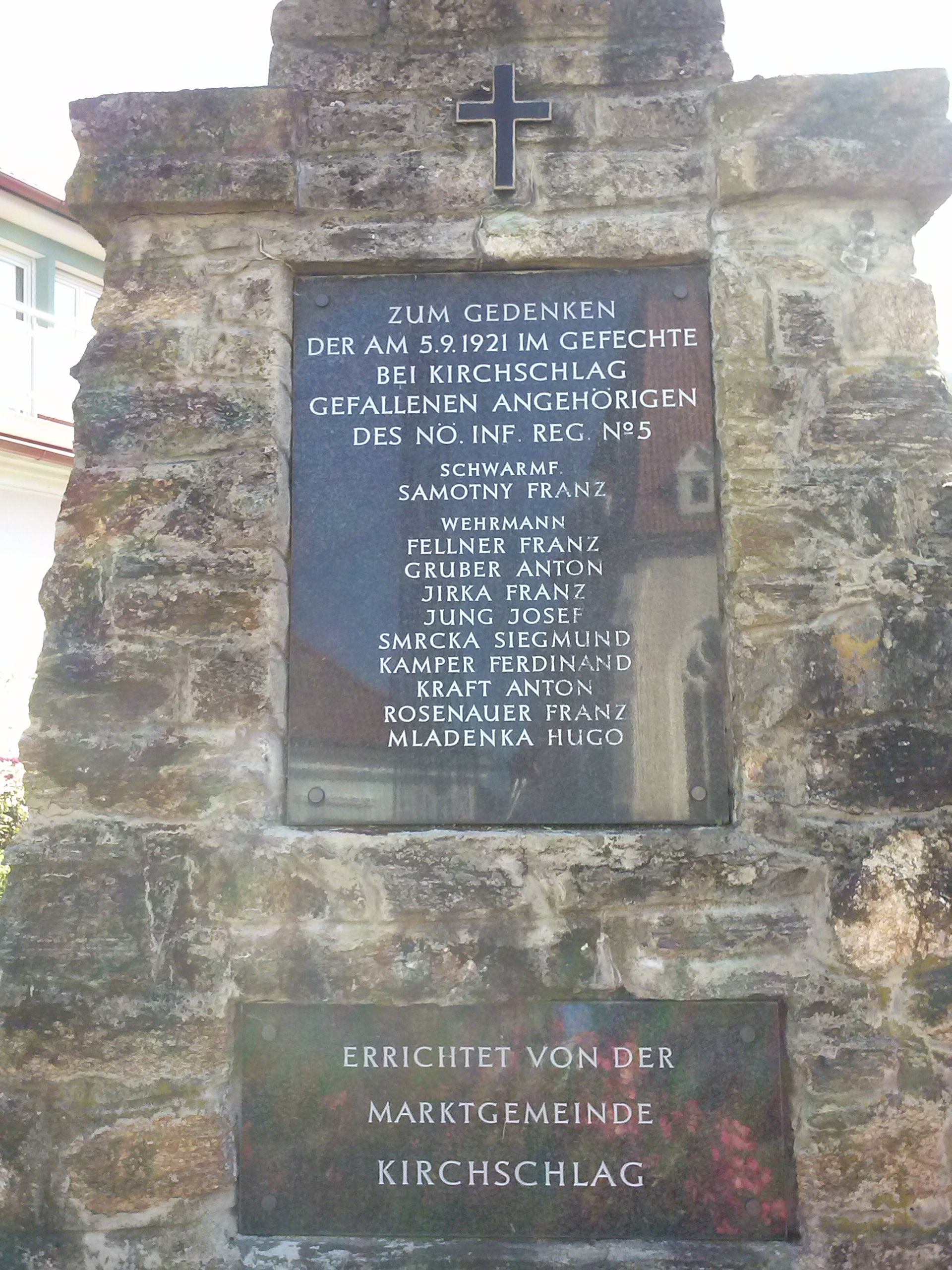
A túloldalt, a Kirchschlagban 1931-ben emelt emlékmű, a harcokban elesett osztrák csendőröknek.

A pörgölényi összecsapás a mai Burgenland területén zajlott, Ausztriában, Pörgölény (ma Pilgersdorf) közelében, Kőszegtől nyugatra. Az összecsapást a Rongyos Gárda vívta az osztrák csendőrség ellen 1921. szeptember 4-ről szeptember 5-re virradóra, melynek sikerült ezúttal is győzelmet aratnia az Őrvidéket megszállni szándékozó osztrákok felett. A pörgölényi összecsapás lett a szeptember 5-én történt kirchschlagi összecsapás előkészítője, az akkori osztrák-magyar határ alsó-ausztriai oldalán, amely az Ágfalvánál vívott harchoz mérhető jelentőségű volt a nyugat-magyarországi felkelésben.

## Előzmények
A pörgölényi akciót a Városszalónakra befészkelt felkelőparancsnokságon készítették elő. Itt alakították ki a rohamkülönítmény alegységeit és itt fegyverezték fel őket. Három különítményt alakítottak ki, amelyek létszáma 35-40 fő volt. Mindegyik szakasznak volt egy könnyű géppuskája és két gépágyúja. A különítmény parancsnoka Taby Árpád főhadnagy volt. Az első csoportot Melegh György hadnagy vezette, kötelékébe tartoztak a mosonmagyaróvári és a Francia Kiss Mihály által toborzott kecskeméti önkéntesek, akik földműves gazdák voltak. A második csoportot Werner Károly zászlós vezette, irányítása alá szintén kecskeméti önkéntesek tartoztak. A harmadik csoportot Örményi Zoltán hadnagy irányította, amelyben kőszegiek és kecskemétiek szolgáltak.
A különítmény este 20 órakor indult Felsőőr, Borostánykő és Tarcsafürdő irányába. Éjfél környékén érték el Borostyánkőt, ahol értesültek az osztrák csendőrség helyzetéről: Kúpfalváról és Létérről már korábban kiszorították az osztrákokat, akiknek főereje (200 fő) most Pörgölényben volt, míg kisebb biztosító egységek Németgyiróton és Lantosfalván állomásoztak.

## A harc
A rongyosok Gyirót és Lantosfalva ellen kezdték meg hadműveleteiket. Egy másik, 50 fős felkelő alakulat Létérből kiindulva hátba támadta a csendőröket és a Zöbern-patak völgyén át törve Kőpatakig nyomultak, ahol elérték Alsó-Ausztria határát.
A Werner vezette felkelők keleti irányból, az országútról hatoltak be Lantosfalvára. Örményi emberei a hegyek felől közelítették meg a falut, majd tűz- és füstjelekkel kommunikáltak társaiknak a támadásra való felkészülésükről. A felkelők az általános támadást fél hatra időzítették, közben újabb erősítések érkeztek Borostyánkőről. A tűzharc viszont negyed órával korábban elindult Gyirótnál, valószínűleg mert Werner egyik embere túl közel került a csendőrök állásához, akik nyomban tüzet nyitottak.
Negyed hétkor Örményi felkelői bevették Lantosfalvát és megkongatták a Szent Flórián templom harangját, hogy ezzel is jelezzenek társaiknak. A faluban három csendőrt ejtettek foglyul. Lantosfalva elfoglalása után megkezdődött a Pörgölény elleni támadás. A Zöbern-pataknál a csendőrség kisebb ellenállást tanúsított, de a felkelők azt könnyűszerrel legyűrték. Létér felől rövidesen feltűnt kb. 35 emberrel a Budaházy Miklós vezette csapat, amely csatlakozott az előre nyomuláshoz. Kőpatak közelében, nem messze a határtól viszont a csendőrök rajtaütöttek a rongyosok egy kerékpáros osztagán és heves tűzharc bontakozott ki. Kilenc óra felé a felkelők beszüntették a tüzet, mert lőszerhiány kezdett kialakulni. Negyed tízkor a balszárny biztosítására megerősítették az ottani magaslatot, hogy kivédjék az osztrák oldalazó támadását. Amikor a felkelők innen tüzet nyitnak a támadó csendőrökre, azok tartalékot vetnek be. Az erős ellenséges puskatűz miatt a felkelőknek a közeli erdő szélére kell visszavonulni.
Taby további erősítést irányított a veszélyeztetett balszárnyra, ahol a felkelők már kimerülőfélben voltak. A beérkező erősítéssel negyed tizenegykor a harc újból kiújul és sikerült oldalba kapniuk a csendőröket, akiknek géppuskakezelője is elesett a harcban. Bár a támadás hatására a csendőrség meghátrált, de a kedvező alkalmat a gárda elszalasztotta, ami lehetőséget adott az osztrákoknak soraik rendezésére. 11 órakor osztrák ellentámadás indult.
Taby húsz perccel később szintén ellentámadásra adott parancsot, amit Örményi indított meg. A felkelők harci morálja a nehézségek ellenére nem tört meg, ezzel szemben heves rohamuk hatására a csendőrség soraiban pánik tört ki, akik fejvesztve menekültek a határ irányába. Tíz percen belül a front áttevődött Alsó-Ausztriába és a kirchschlagi összecsapásban folytatódott tovább.

## Következmények
Kirchschlagnál további több mint egyórás küzdelemben az osztrák csendőrséget gyakorlatilag szétverték. A két összecsapásnak osztrák részről 25 halottja lehetett (ebből 6-ot fedeztek fel a helyszínen a felkelők, a többieket állításuk szerint az osztrákok magukkal vitték). A rongyosok 4 embert vesztettek. Az összecsapásnak civil áldozata is volt egy ismeretlen személyazonosságú helybeli lány személyében, aki épp teheneket legeltetett és véletlenül a két frontszakasz közé került.
A Pörgölénynél zajló harcok emlékére 2001-ben, a várostól nyugatra a B55 főút mentén emléktáblát állítottak, az egykori ezeréves határnál.